# Соболева, Анна Александровна
Анна Александровна Соболева (1923 — 10 мая 1952) — передовик советского сельского хозяйства, звеньевая семеноводческого колхоза «Ударник» Грязовецкого района Вологодской области, Герой Социалистического Труда (1949).

## Биография
Родилась в 1923 году в деревне Евсюково, Грязовецкого района Вологодской области в русской крестьянской семье.
Окончила начальную школу и трудоустроилась в местный колхоз «Ударник». Работала в полеводческой бригаде. Все годы Великой Отечественной войны трудилась в поле, обеспечивая страну хлебом и продукцией сельского хозяйства.
В послевоенные годы колхоз стал заниматься льноводством, Соболева после окончания специальных курсов возглавила льноводческое звено. По итогам сельскохозяйственных работ 1948 года её звено получило 9 центнеров волокна льна-долгунца и 8,13 центнеров семян в среднем с одного гектара на площади 2 гектара.
Указом Президиума Верховного Совета СССР от 14 апреля 1949 года за получение высоких показателей в сельском хозяйстве и рекордные урожаи Анне Александровне Соболевой было присвоено звание Героя Социалистического Труда с вручением ордена Ленина и медали «Серп и Молот».
Проживала в родной деревне. Умерла 10 мая 1952 года вследствие несчастного случая.

## Награды
За трудовые успехи была удостоена:
- золотая звезда «Серп и Молот» (14.04.19491)
- орден Ленина (14.04.1949)
- другие медали.